# Жилищно-коммунальное хозяйство России
Жилищно-коммунальное хозяйство России (ЖКХ России) — совокупность отраслей российской экономики, обеспечивающих работу инженерной инфраструктуры зданий населённых пунктов. В ЖКХ входят жилищное хозяйство (капитальный и текущий ремонт зданий), теплоснабжение, водоснабжение, электроснабжение, ремонт инженерных коммуникаций, а также благоустройство территорий, утилизация мусора и уборка.
ЖКХ России занимает существенное место в экономике страны. Доля основных фондов составляет более 26 % от общего объёма основных фондов экономики.

## История
В апреле 1649 года Государь, Царь и Великий Князь всея Руси Алексей Михайлович утвердил Наказ о Градском благочинии. В нём царь повелевает: «Чтобы грязи не было — иметь на каждом дворе дворника», «ведать всякое дворовое дело, починки и прочие дела». Так на государственном уровне впервые был создан надзор за исполнением функций «Общественного благочиния» (чинить благо обществу). Эта дата и считается днём основания служб российского жилищно-коммунального хозяйства.
Указом Государя Российского Петра Алексеевича от 16 января 1721 года функции «общественного благочиния» были переданы созданной к этому времени российской полиции. Петр I именовал полицию «душой гражданства и всех добрых порядков», связывал с полицией понятия «благосостояния населения», «запрещения излишеств в домовых расходах», «учинения добрых домовладельцев», «производства чистоты на улицах и в домах». При Петре I произошёл расцвет садово-паркового искусства, возведённого им в ранг первостепенного государственного дела.
Императрица Екатерина II приказала построить в Москве водопровод. Строительство было поручено генералу Бауэру. Поиски чистой воды привели к родникам недалеко от села Большие Мытищи, откуда и начали строить первый московский водопровод. Работы были завершены к 1804 году. Так был учрежден Мытищинский водопровод. А в конце XIX века была построена и первая канализация.
В 1870 году была проведена городская реформа, в соответствии с которой в 509 городах России вводились новые органы самоуправления — городские думы. Деятельность Думы ограничивалась вопросами здравоохранения, народного образования, хозяйственными проблемами. Первая станция очистки воды была построена в Петербурге в 1888 году. В 1898 году в Москве сооружена первая канализация.
К 1917 году на примерно 800 городов страны приходилось лишь 215 небольших водопроводов, 23 канализации, 35 трамвайных предприятий, 606 бань и 13 прачечных. В ноябре 1917 года в соответствии с Постановлением II съезда Советов в составе НКВД было создано Главное управление по делам местного хозяйства. Начался период централизации управления местным хозяйством.

## Состояние отрасли
Состояние основных фондов ЖКХ характеризуется высокой степенью износа. С начала экономических реформ в России 1990-х годов инвестиции в основные фонды были резко сокращены. По состоянию на 2010 год в целом по ЖКХ нормативный срок отслужили более 60 % основных фондов. По оценке Дмитрия Медведева, ЖКХ стоит на грани «катастрофы». Только на приведение изношенных фондов до нормативного состояния требуется более 6 трлн руб., по признанию властей, «этих средств на сегодня у государства нет».
В отрасли с каждым годом увеличивается аварийность. Так, за отопительный сезон 2009—2010 годов в ЖКХ зафиксировано более 18,7 тысяч технологических нарушений и мелких аварий, по сравнению с прошлым годом рост составил 27 %. Как отметил министр регионального развития Виктор Басаргин, «их основные причины носили техногенный характер, в основном из-за ветхости основных фондов, и только 15 % произошли из-за так называемого „человеческого фактора“». По признанию министра, «средства, которые затрачиваем на устранение аварийных и чрезвычайных ситуаций, сопоставимы с теми средствами, которые расходуются на подготовку отопительного сезона».
В 2003 году проректор Государственной академии повышения квалификации и переподготовки кадров для строительства и жилищно-коммунального хозяйства России Елена Румянцева подвергла сомнению достоверность ряда цифр официальной статистики. Так, по её словам, показатель обеспеченности россиян жильём растёт во многом из-за того, что «Госкомстат меняет методику оценки жилищного фонда, включая в него все новые объекты (гостиницы-приюты, дома для престарелых, помещения служебного пользования и пр.)». Госкомстат, по её мнению, занижает реальные цифры износа по сравнению с оценками Госстроя.
24 января 2023 президент России Владимир Путин сообщил о подготовке правительством программы по модернизации коммунальной инфраструктуры, которая уже обеспечена финансированием. Если в 2022 году на эти цели было 170 млрд рублей, то в 2023—440 млрд рублей. По его словам, это очень серьёзные деньги, которые уже расписаны на какие направления они должны идти. Президент РФ оценил сферу ЖКХ, как крайне важную, поскольку от неё зависит нормальное самочувствие миллионов людей.
В период с 2024 по 2030 год на модернизацию инфраструктуры в сфере ЖКХ будет выделено 4,5 трлн рублей. По мнению зампреда комитета ГД по строительству и ЖКХ Светланы Разворотневой, эта сумма позволит решить все проблемы в данной сфере.

## Жилищное хозяйство
В советский период после войны устойчиво росли объёмы вводимого жилья вплоть до 1990 года. В 1990-е годы объёмы строительства нового городского жилья упали до уровня 1950-х годов. С 1999 по 2009 год ежегодный объём жилищного строительства увеличился почти в 2 раза (с 32,0 млн м² до 59,9 млн м²).
В постсоветский период из-за резкого сокращения ремонта произошло нарастание объёма ветхого и аварийного жилья.

## Теплоснабжение
Теплоснабжение — обеспечение теплом зданий для коммунально-бытовых (отопление, вентиляция, горячее водоснабжение) и технологических нужд потребителей — является важной подотраслью ЖКХ.
Оборудование и коммуникации в теплоснабжении находятся в изношенном состоянии. По данным Минэнерго РФ на 2002 год, «около 50 % объектов и инженерных сетей требуют замены, не менее 15 % находятся в аварийном состоянии. На каждые 100 км тепловых сетей ежегодно регистрируется в среднем 70 повреждений. Потери в тепловых сооружениях и сетях достигают 30 %». В марте 2010 года глава Минрегиона Виктор Басаргин заявил, что в 2009 году доля тепловых сетей, выслуживших установленные сроки, увеличилась до 32,7 %, а по водопроводным сетям — до 43,9 %.
В теплоснабжении с каждым годом растёт число аварий. По словам Виктора Басаргина, «главной причиной аварий является ветхость основных фондов», «надёжность наших сетей остается крайне низкой».

## Лифтовое хозяйство
По оценкам Минрегиона России и Ростехнадзора России на территории Российской Федерации эксплуатируется порядка 490 000 лифтов, из них почти 90 % — пассажирские, ежедневно обеспечивающие перевозку населения в многоквартирных домах и административных зданиях. Непосредственно в жилищном фонде Российской Федерации эксплуатируется около 430 000 лифтов, из них более 35 % лифтов выработали свой ресурс и не соответствуют требованиям безопасности, ресурсосбережения, пожарозащищенности, не обеспечивают доступность для инвалидов и маломобильных групп граждан, нуждаются в полной модернизации или замене.
Ввиду массовой застройки жилых многоэтажных домов в 80-е годы XX века доля лифтов, отработавших нормативный срок службы (25 лет), не соответствующих современным требованиям безопасности и комфорта, ежегодно значительно возрастает, уровень безопасности при эксплуатации таких лифтов постоянно снижается, не обеспечивается их бесперебойная работа, растут затраты на техническое обслуживание и ремонт, что в ближайшей перспективе может отразиться на безопасности и жизнедеятельности населения.
Делегаты II Всероссийского съезда лифтовиков, организованного профессиональной ассоциацией лифтовиков Национальный лифтовый союз, отметили, что «основной проблемой на пути обновления лифтового парка страны является минимальный вклад собственников жилья и трудности реализации кредитных схем софинансирования программ по замене лифтов. Замена лифтов, в основном, происходит за счёт федерального и консолидированных региональных бюджетов».

## Оценка населением состояния ЖКХ в российских городах
Согласно данным социологических исследований, проведённых на Кафедре прикладной социологии Финансового университета при Правительстве РФ, по итогам 2014 г. работой жилищно-коммунальных служб довольны 42 % взрослого населения крупных и средних российских городов.
| Доля тех, кто полностью или в основном доволен                                                                           | 2012 г. | 2013 г. | 2014 г. |
| --- | ------- | ------- | ------- |
| Состоянием дома, в котором проживает семья (внешний вид, коммуникации, состояние подъездов, лифтового хозяйства и т. п.) | 59 %    | 61 %    | 62 %    |
| Благоустройством своего города                                                                                           | 67 %    | 66 %    | 70 %    |
| Работой жилищно-коммунальных служб — сроками, качеством обслуживания жилья                                               | 36 %    | 39 %    | 42 %    |

## Законодательное регулирование

### Кодексы Российской Федерации
"Жилищный кодекс Российской Федерации" от 29.12.2004 N 188-ФЗ
"Градостроительный кодекс Российской Федерации" от 29.12.2004 N 190-ФЗ
"Земельный кодекс Российской Федерации" от 25.10.2001 N 136-ФЗ
"Водный кодекс Российской Федерации" от 03.06.2006 N 74-ФЗ

### Федеральные законы
Федеральный закон "О теплоснабжении" от 27.07.2010 N 190-ФЗ
Федеральный закон "О водоснабжении и водоотведении" от 07.12.2011 N 416-ФЗ
Федеральный закон "Об энергосбережении и о повышении энергетической эффективности и о внесении изменений в отдельные законодательные акты Российской Федерации" от 23.11.2009 N 261-ФЗ

### Постановления Правительства Российской Федерации
Постановление Правительства РФ от 28.01.2006 N 47 (ред. от 19.10.2024) "Об утверждении Положения о признании помещения жилым помещением, жилого помещения непригодным для проживания, многоквартирного дома аварийным и подлежащим сносу или реконструкции, садового дома жилым домом и жилого дома садовым домом"
Постановление Правительства РФ от 15 мая 2013 г. N 416 "О порядке осуществления деятельности по управлению многоквартирными домами"